# Belād Moţaleb-e Soflá
Belād Moţaleb-e Soflá (persiska: بلاد مطلب سفلی, Belād Moţlab-e Seyyed Mosallam) är en ort i Iran.   Den ligger i provinsen Khuzestan, i den centrala delen av landet, 600 km söder om huvudstaden Teheran. Belād Moţaleb-e Soflá ligger 26 meter över havet och antalet invånare är 107.
Terrängen runt Belād Moţaleb-e Soflá är mycket platt. Runt Belād Moţaleb-e Soflá är det ganska tätbefolkat, med 58 invånare per kvadratkilometer. Närmaste större samhälle är Rāmshīr, 4,6 km öster om Belād Moţaleb-e Soflá. Trakten runt Belād Moţaleb-e Soflá är ofruktbar med lite eller ingen växtlighet.